# Hartwig Gauder
Hartwig Gauder (Vaihingen an der Enz, 10 de novembro de 1954 – 22 de abril de 2020) foi um atleta alemão de marcha atlética. Representando a Alemanha Oriental, foi campeão olímpico de 50 km marcha nos Jogos Olímpicos de Verão de 1980, em Moscovo.

## Carreira
Nascido na República Federal Alemã, Gauder mudou-se com a sua família para a Alemanha Oriental em 1960, depois de terem recebido, por herança, uma casa em Ilmenau, na Turíngia. Aí se iniciou na prática da marcha, representando um clube da cidade de Erfurt. Em 1975 foi campeão da RDA de 20 km marcha e em 1976 estabeleceu um recorde da Europa com 1:24:22 h. Seguidamente, começa a apostar principalmente na prova dos 50 quilómetros.
A sua primeira aparição numa competição de alto nível aconteceu em 1978, nos Campeonatos da Europa de Praga, onde se classificou em sétimo lugar. Dois anos mais tarde, foi chamado a representar o seu país nos Jogos Olímpicos de Moscovo, arrebatando a medalha de ouro com um novo recorde olímpico de 3:49:24 h.
Em 1985 ganhou os cinquenta quilómetros na Taça do Mundo de Marcha Atlética. No ano seguinte venceu a mesma prova nos Campeonatos da Europa de Estugarda 1986 e, finalmente, em 1987, a medalha de ouro que lhe faltava em grandes competições internacionais, a dos Campeonatos Mundiais que nesse ano se realizaram em Roma.
Nos Jogos Olímpicos de Seul, em 1988, conseguiu uma nova medalha (desta vez a de bronze), de novo nos 50 km marcha, obtendo o tempo de 3:39:45 que constitui a sua melhor marca de sempre. Ainda participou nos Jogos Olímpicos de 1992, onde foi sexto classificado.

## Doença e recuperação
Em 1995, foi-lhe diagnosticada uma infecção viral no coração que lhe causou uma miocardiopatia. Depois de viver com um coração artificial durante vários meses, acabou por receber um transplante cardíaco. Posteriormente, retomou a atividade desportiva e participou em várias edições da maratona de Nova York.
Em 2003 subiu ao alto de Monte Fuji, o ponto mais alto do Japão. O seu restabelecimento a partir de uma morte quase anunciada e a sua tenacidade foram a fonte de inspiração para a realização de um documentário exibido por um canal de televisão alemão.

## Morte
Gauder morreu no dia 22 de abril de 2020, aos 65 anos, em decorrência de um ataque cardíaco.